# Sarah Ourahmoune
Sarah Ourahmoune (n. 21 ianuarie 1982, Sèvres, Métropole du Grand Paris, Franța) este o boxeră ce a reprezentat Franța, medaliată olimpică. A participat la o ediție a Jocurilor Olimpice (2016) în care a câștigat o medalie de argint.